# Чорногора
Чорного́ра — найвищий гірський масив Українських Карпат, до нього належить гора Говерла, найвища точка України заввишки 2061 м. Масив розташований на схід від Полонинського Бескиду. Головний хребет простягається уздовж приблизно на 40 км між долинами річок Чорної Тиси на заході і Чорного Черемоша на сході.

## Загальні відомості
Геологічно Чорногора складається з твердого пісковика, флішу, з вкладками маловідпірних лупаків (сланців). Подекуди є виходи вулканічних порід. Поширені кам'яні осипища.

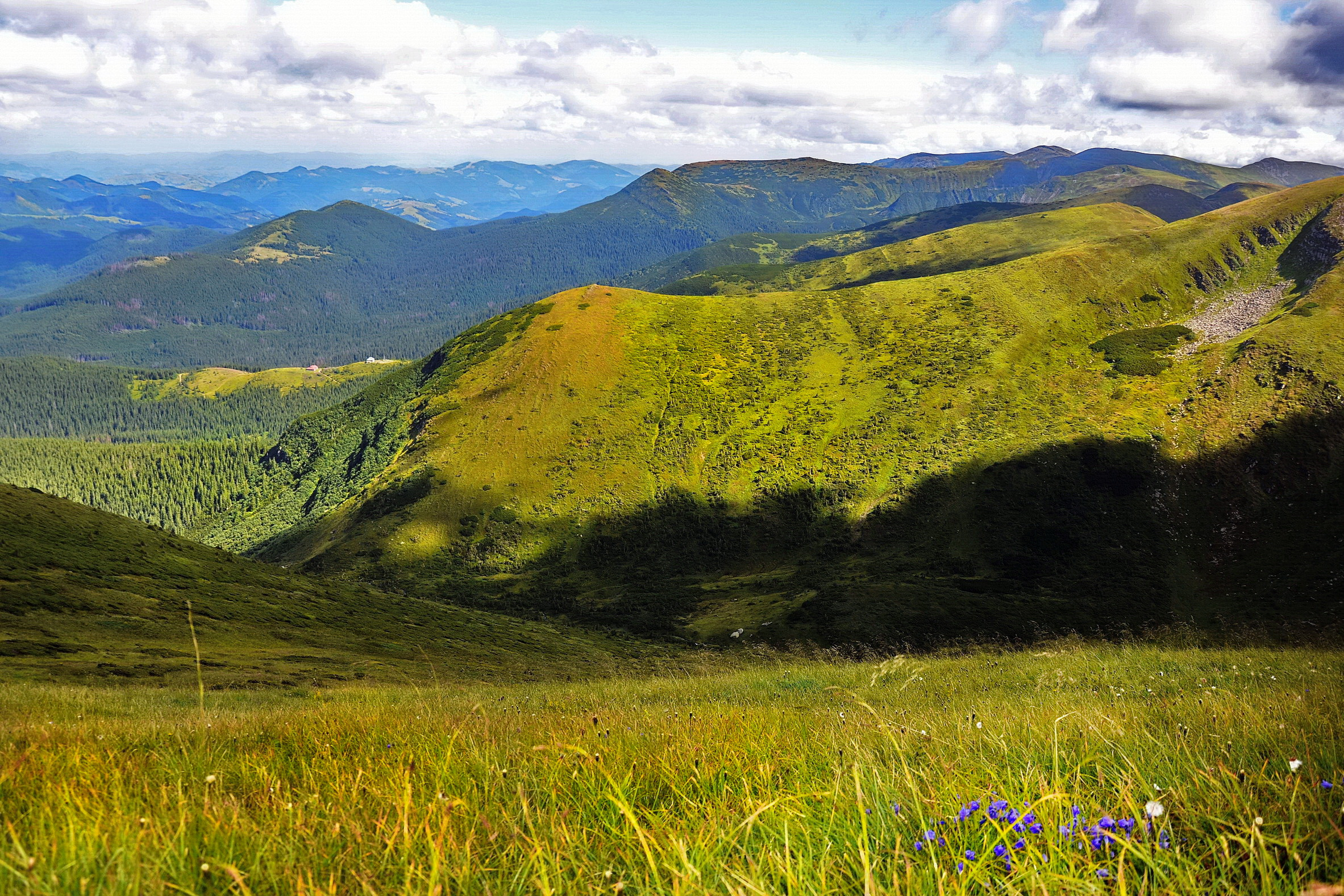
Вид зі схилів Говерли на Чорногірський масив. На передньому плані відріг Брескула — Брескулець.

Значна частина Чорногори служить вододілом між Прутом і Тисою (багато віків це був одночасно кордон держав, до яких належали Галичина і Закарпаття). Західна частина з вершиною Петрос (2020 м) лежить на Закарпатті — в сточищі Тиси, східна частина тягнеться на південний схід і південь. Обидві частини Чорногори відокремлені глибокою міжгірною сідловиною — Полониною Скопеською (висота до 1550 м). Західна частина порізьблена (відносні висоти — 300 м); східна — монотонний і масивний хребет, вершини високі, понад 1900 м, а то й 2000 м (Говерла — 2061 м, в іншій системі координат — 2058 м), Менчул — 1998 м, Ґутин Томнатик — 2016 м, Піп Іван Чорногірський — 2022 м), сідловини не сходять нижче 1750 м.
Від головного хребта відходять порівняно короткі бічні відроги. Контраст з майже рівними хребтами (рештки колишніх пенепленів) являють собою узбіччя Чорногори, розчленовані вузькими долинами з перепадами висот до 1000 м або й більше. На краєвид Чорногори більше, ніж в інших частинах Карпат, вплинуло зледеніння. У далекому минулому межа вічного снігу лежала на висоті 1300—1400 м і в приджерельних частинах потоків утворилися короткі льодовики (в долині Пруту льодовик сягав висоти 1000 м і був завдовжки 6,5 км). Слідами колишнього зледеніння є польодовикові котли — (кари) зі стрімкими, часто скелястими узбіччями і широкими днами, іноді виповненими озерами (найбільше під Ґутин Томнатиком — озеро Бребенескул) або торфовищами; нерівномірний спад долин (іноді водоспади, наприклад Прутський), бічні й кінцеві морени тощо.
Влітку 2025 року на схилах хребта Чорногора дослідники та туристи виявили унікальне природне явище — новоутворене озеро, яке отримало неофіційну назву «Негрове». Це відкриття є значним для української географії та екології, оскільки водойма не була позначена на жодній з існуючих мап. Її поява пов’язана з динамічними природними процесами, що відбуваються в цьому гірському регіоні.
Узбіччя Чорногори вкриті лісами. На північних узбіччях у придолинній смузі виступає часто бук (до 1300 м), вище — смерека (винятково до 1600 м); на південних узбіччях дуже поширений бук, який переважно творить верхню межу лісу.
У ландшафті Чорногори верхня межа лісу (ВМЛ) досягає найвищих висот (ПТК південних схилів гори Стайки на висоті 1680 м, гори Піп Іван Чорногорський — 1680 м, гори Шурин — 1660 м, гори Гомул — 1625 м, гори Ґутин Томнатик — 1600 м). У вигляді хвилястої лінії вона переходить з однієї вершини на іншу, піднімаючись на крутих схилах (гори Брескул, Данцер, Шпиці) і знижуючись на пологих (гори Пожижевська, Говерла), має чітко виражений антропогенний характер. Невеликим коливанням висоти проходження верхньої межи лісу сприяє масивність головного хребта Чорногори. У поширенні ВМЛ простежуються експозиційні відмінності. На північно-східних макросхилах Г. Запалович середню висоту межі лісу проводить на висотах 1450—1500 м над рівнем моря, а на південних — на 1500—1550 м. А. Сьродонь на підставі понад 250 вимірювань визначив, що різниця між макросхилами за рівнем ВМЛ досягає 60 м (1570 м - на південних, 1510 м - на північних). На Чорногорі верхню межу лісу утворюють смерекові, букові, яворові та кедрово-смерекові деревостани. Найрозповсюдженішим є хвойний варіант. Природні комплекси зі смерековими лісами в зоні ВМЛ займають близько 95 % площі.
Вище — до 1800 м — простягається субальпійська смуга криволісся, зокрема зарості сосни гірської (жерепу), ялівцю і вільхи зеленої (леличу), вище 1800 м — трав'янисто-чагарничкові полонини, які сягають найвищих висот, інколи з полями каміння. Серед рослин чимало ендемічних.

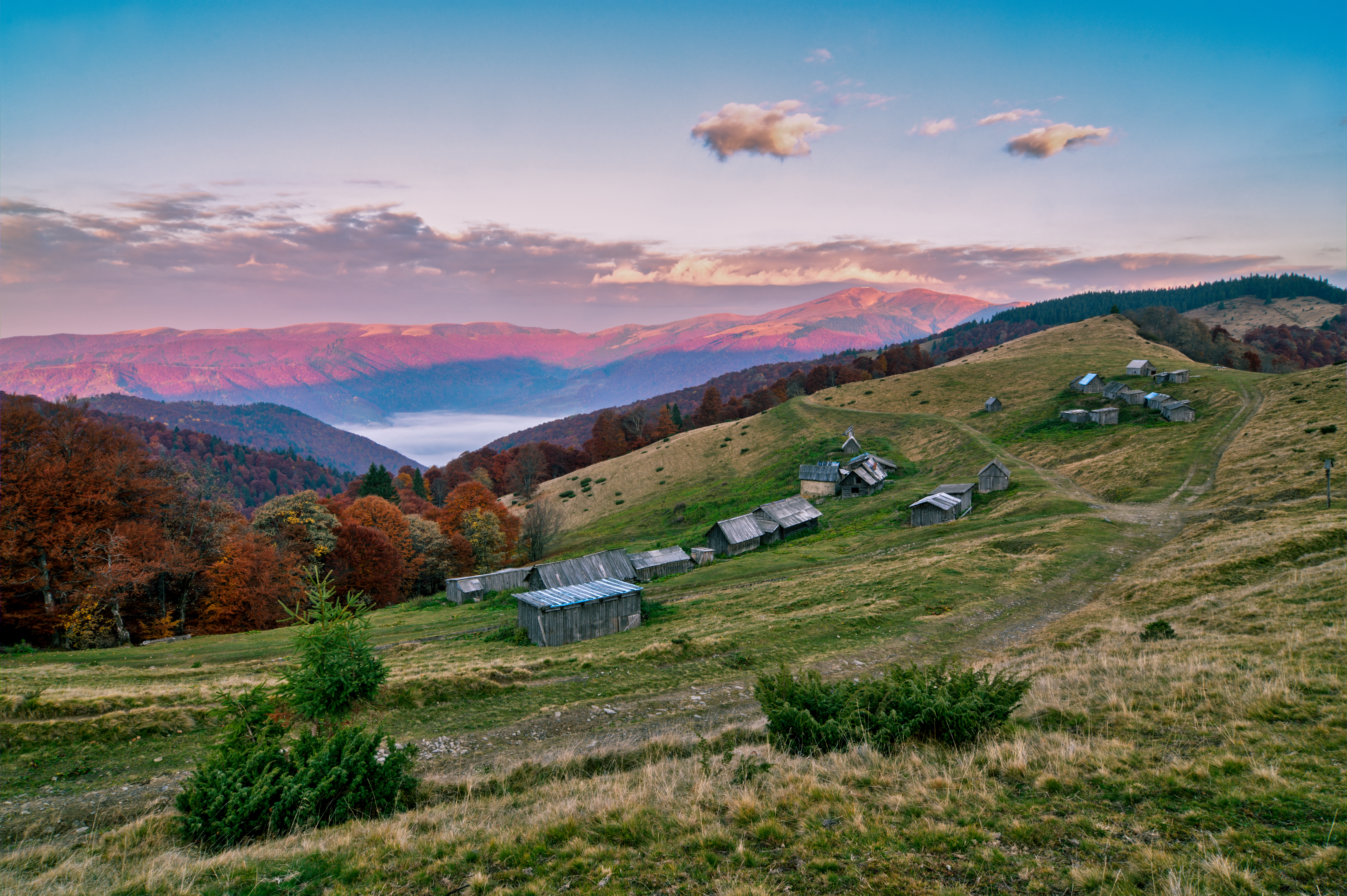
Стаї пастухів на полонині Менчул

Місцеве населення переважно становить субетнос гуцулів. Заселені найнижчі частини Чорногори — на Закарпатті в долинах Чорної (Ясіня) і Білої Тиси (Богдан), на півночі найближчі до хребта села Бистрець і Дземброня. Рілля займає лише 0,5 % всієї площі, ліси близько 70 %, сіножаті 5 %, полонини і пасовища 22 %. 
Для охорони природи створено по Першій світовій війні невеликі резервати; у 1964 році — комплексний заповідник (7702 га). Нині це Чорногірський заповідний масив, який входить до складу великого Карпатського біосферного заповідника, створеного в 1968 році. Згодом, у 1980 році, створено також Карпатський національний природний парк.
На Чорногорі буйно розвинене пастуше життя (сезон 5 місяців). Тут чи не найбільше в Українських Карпатах поширений туризм (бази Рахів, Ясіня, Ворохта, Бистрець, Верховина тощо).

## Рослинний світ Чорногори

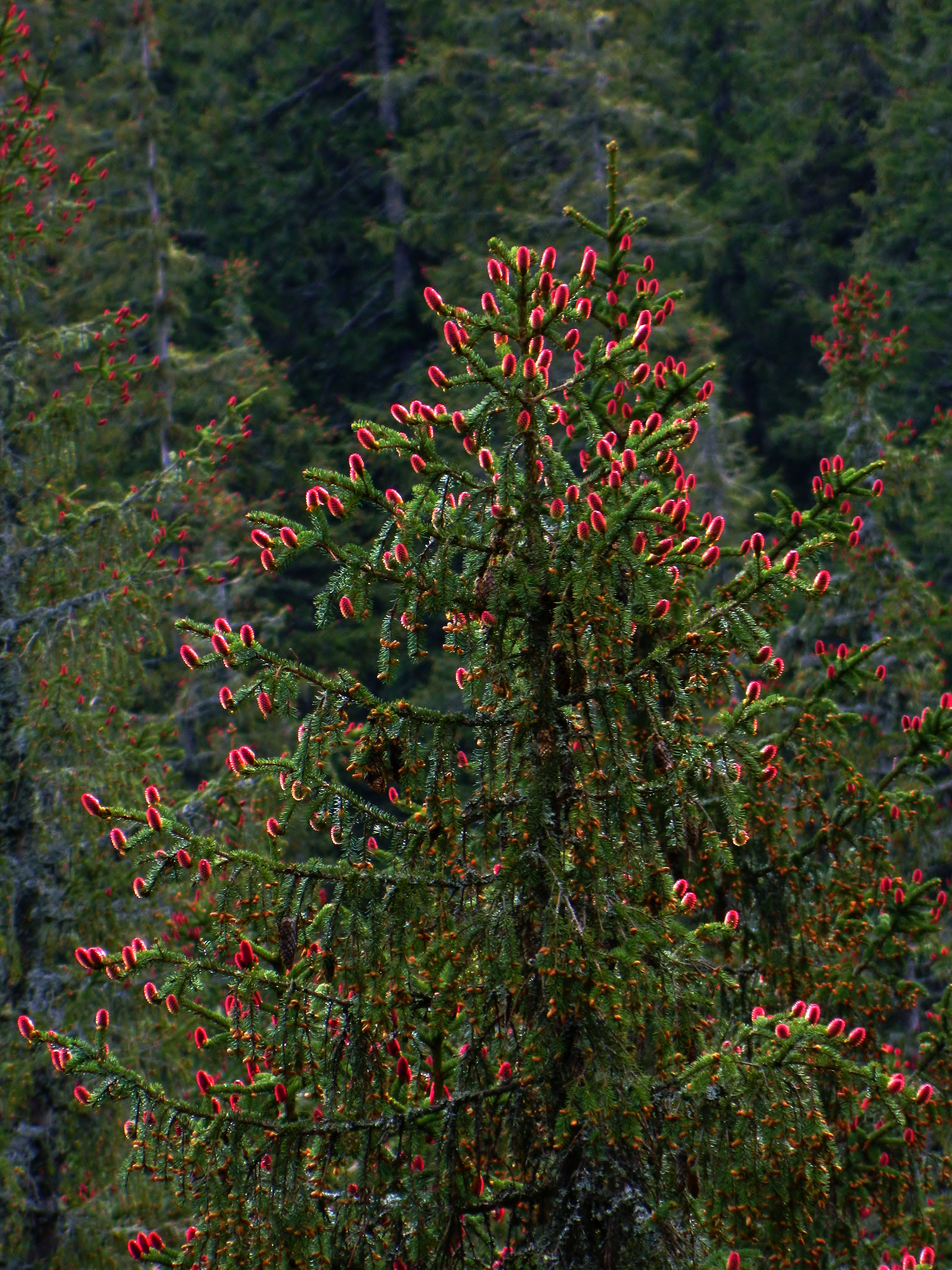
Молоді шишки смереки (Picea abies) навесні (Чорногора).

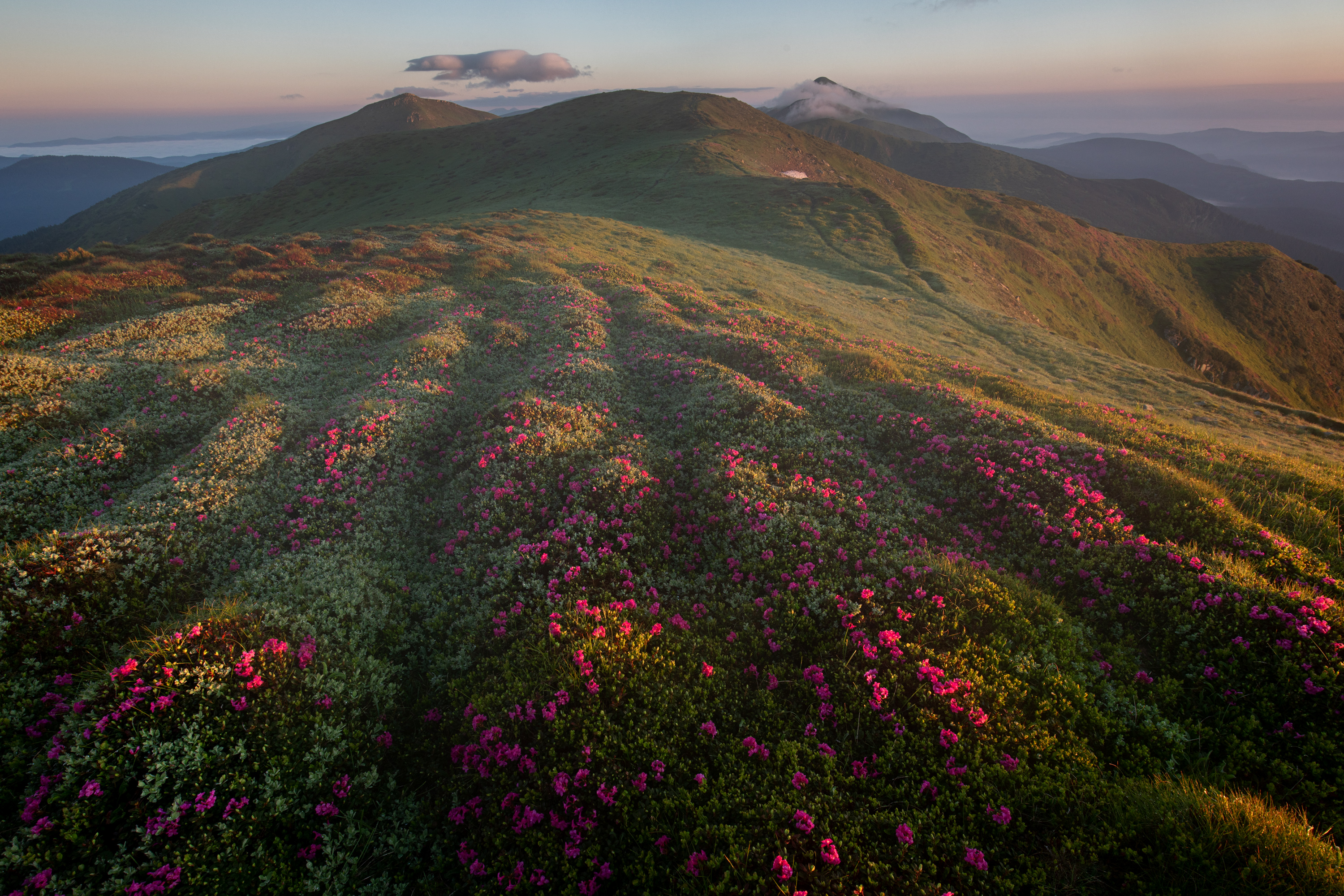
Цвітіння Рододендрона карпатського (Rhododéndron myrtifólium) на Чорногірському хребті.

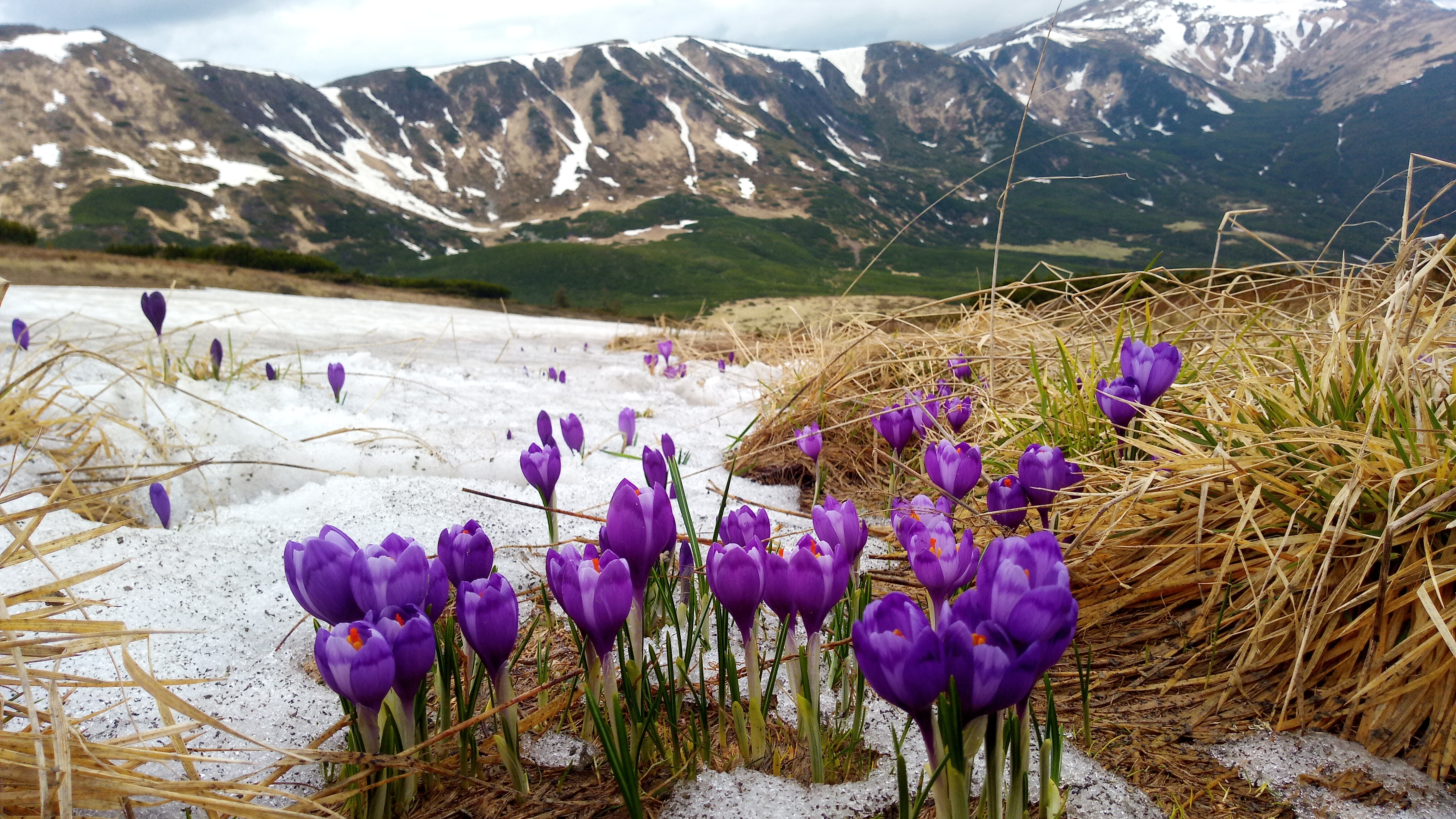
Шафран карпатський на схилах гори Піп Іван.

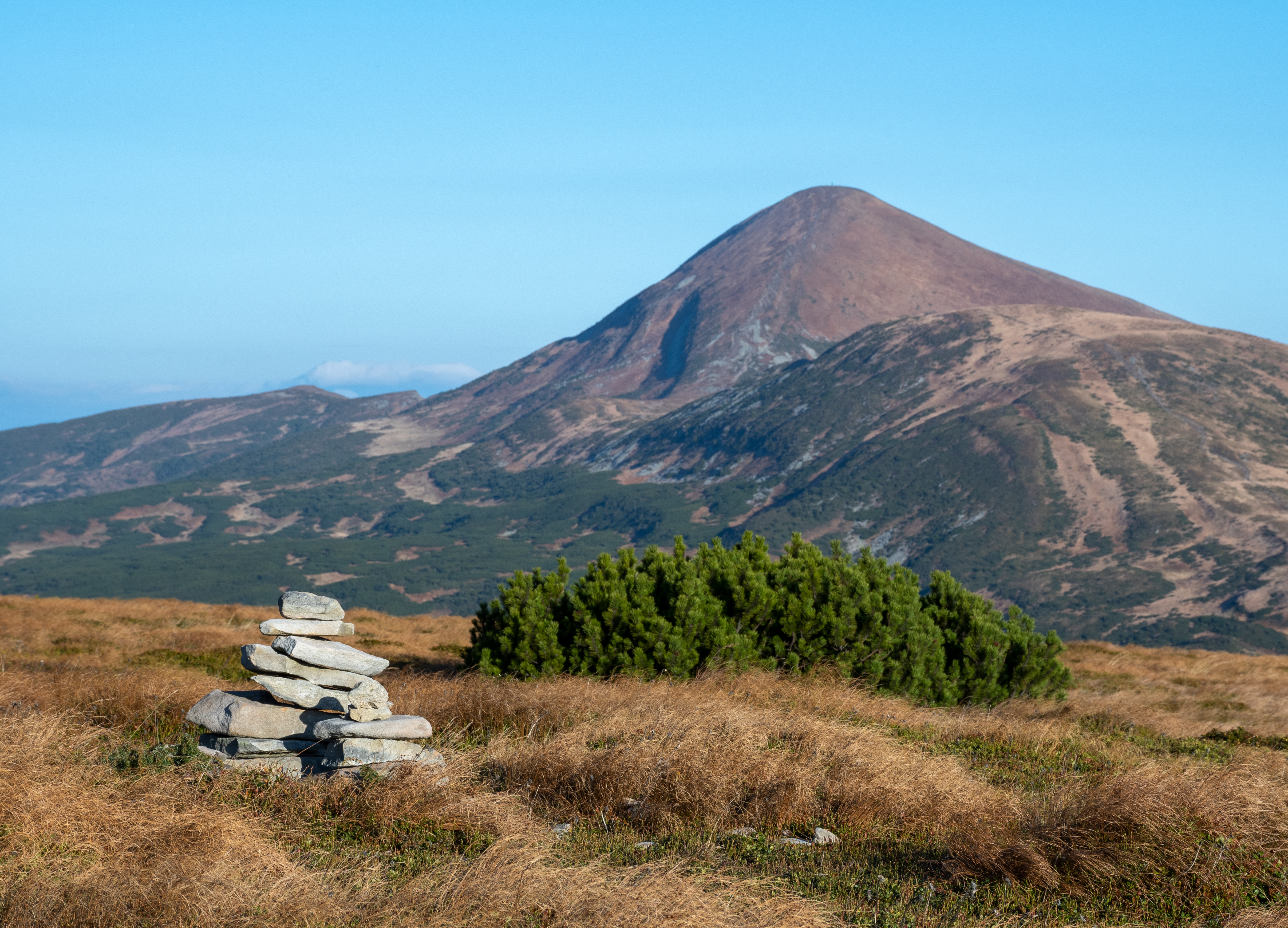
Сосна гірська на шляху до Говерли.

У Чорногірському масиві можна виділити три рослинні висотні пояси: гірськолісовий, субальпійський та альпійський. Перший з них поширений у середньогір'ї, два інші — у високогір'ї.
Стойко С. М. виділяє чотири рослинні ступені. Рослинний ступінь букових і ялицево-букових лісів поширений до висоти 1000—1100 м н.р.м. Видовий спектр флори значно залежить від геоморфологічних умов, материнських порід ґрунтів, експозицій схилу та режиму зволоження. Зокрема, переважання бука простежується в місцях з підвищеним вмістом у ґрунті кальцію, або наявністю аргілітів та  алевролітів (наприклад, хребти Озірний, Кукул, Хеде). У межах цієї смуги заліснені території часто чергуються з луками вторинного походження («царинками»). Тут панують, здебільшого, чорниця, біловус стиснутий та нещільнокущові злаки (костриця червона, мітлиця тонка. Водночас царинки є оселищами рідкісної флори (наприклад, урочище Бабина Яма). У межах цього ступеня характерними є переважання природної смереки на гляціальних і флювіогляціальних формах рельєфу.

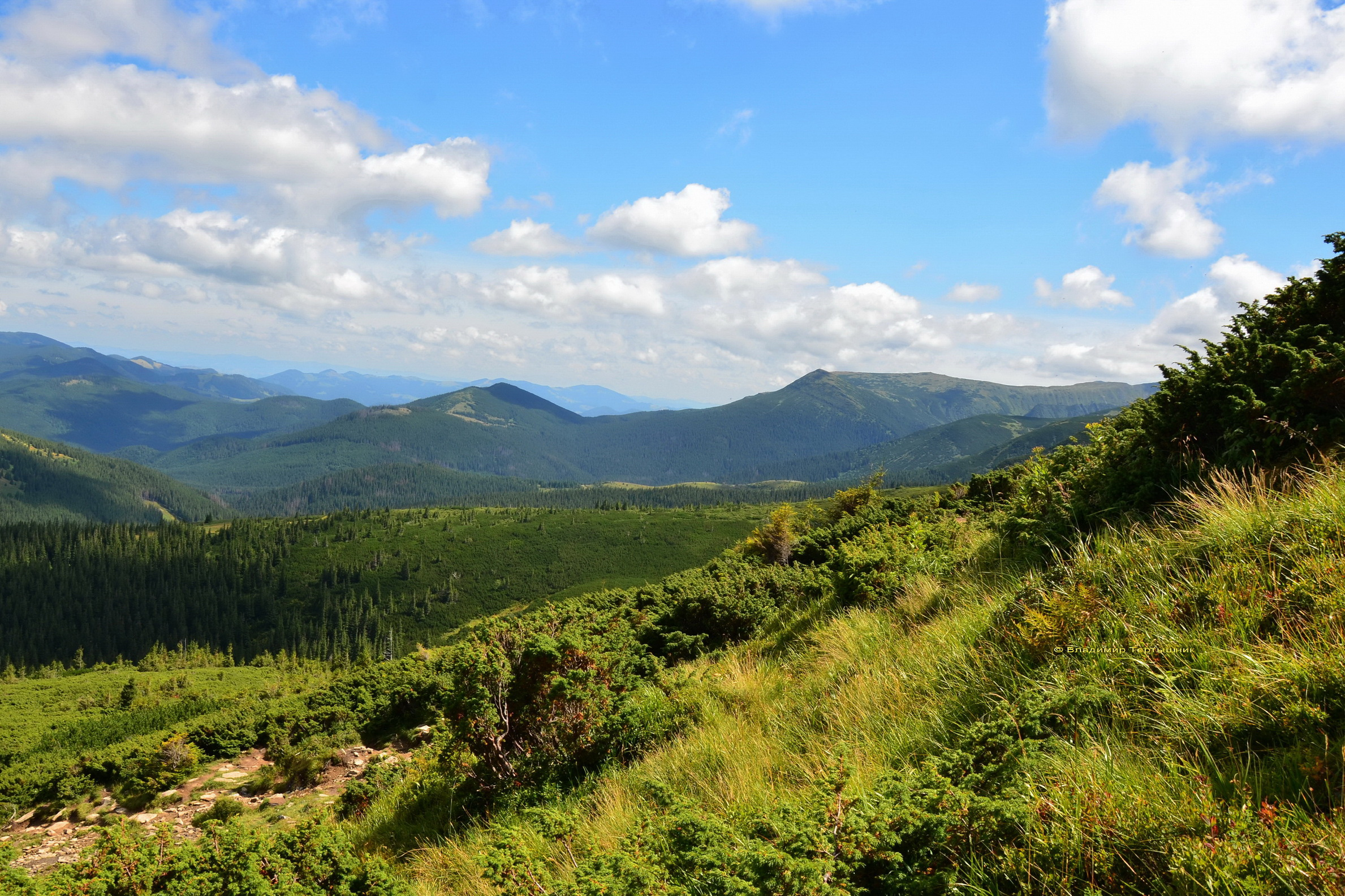
Стежина на Говерлу

Рослинний ступінь буково-ялицево-смерекових і ялицево-смерекових лісів та чистих смеречників поширений від 1000—1100 до 1600—1650 м над рівнем моря. Ця смуга вирізняється чергуваннями чистих смерекових деревостанів зі змішаними буково-ялицево-смерековими, ялицево-смерековими, іноді смереково-ялицевими угрупованнями. Вона виконує важливу вітро-, селе-, лавино- й ґрунтозахисну функцію. У багатьох місцях простежується знищення деревостану внаслідок сходження лавин (зокрема, під відрогами Погорілки Кедруватої, вершинами Гомула, Данцера тощо). У Чорногорі кліматична межа лісу залежно від експозиції схилу повинна проходити на висотах 1500—1600 м. Проте розширення у минулому високогірних пасовищ призвело до формування вторинних лук та чорничників. На територіях з інтенсивним випасанням вторинні чагарнички змінилися щільнодернинними формаціями щучника дернистого та біловуса стиснутого. На ділянках розташування загонів для овець і корів сформувались рудеральні або нітрофільні ценози з пануванням щавлю альпійського, кропиви дводомної, приворотня гірського, зокрема, на полонинах Кострича, Кукул, Маришевська).
Субальпійський рослинний ступінь поширений від 1600—1650 до 1800—1850 м н.р.м. Тут зростають угруповання, що належать до двох типів рослинності: чагарникової та лучної. У нижніх і важкодоступних пригребеневих ділянках гірських хребтів та днищах і стінках карів переважають угруповання сосни гірської та ялівцю сибірського, а у зволожених місцях вздовж потоків — вільхи зеленої, інколи — верби сілезької (Salix silesiaca). На ділянках випасання овець чагарники були вирубані та випалені, на їхньому місці утворилися біловусові, щучникові та чагарничкові угруповання. Найбільше флористичне багатство збереглося в найважкодоступніших місцях цього поясу — на крутих схилах польодовикових карів.
Альпійський рослинний ступінь розташований на висотах понад 1800—1850 м. Його ознакою є панування щільнодернистих формацій костриці лежачої, ситника трироздільного та мохово-лишайникових пустищ. Тут простежується зменшення первинних альпійських та аркто-альпійських чагарничків — рододендронників (Rhododendron kotschyi), заростей з верб Китайбелевої (Salix kitaibeliana) і трав'яної, наскельниці лежачої, дріади восьмипелюсткової, а також осокових і злакових кальцефільних формацій з переважанням осоки вічнозеленої та сеслерії голубуватої (Sesleria coerulans).
Флора Чорногірського масиву багата й різноманітна. Загалом тут нараховують 727 видів, у тім числі охороняють 30 видів флори, які занесені у Червону книгу України і три види до Європейського Червоного списку. Різноманіття флори зумовлено складним процесом її історичного розвитку, висотною диференціацією, наявністю різних геологічних порід, на яких формуються численні відміни лісових та альпійських ґрунтів.

## Тваринний світ Чорногори

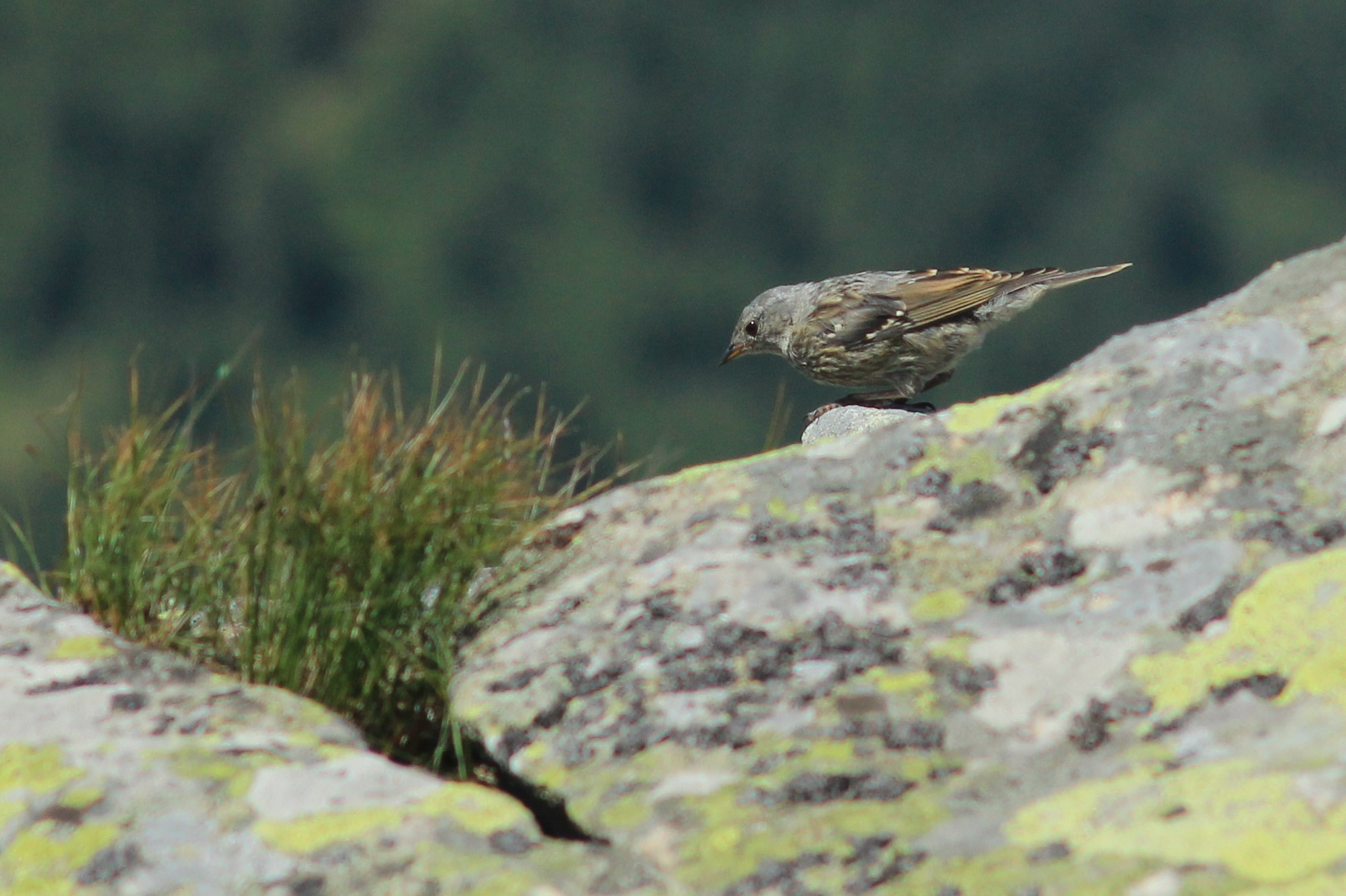
Тинівка альпійська на горі Говерла

Чорногірський масив населяють різноманітні представники фауни. Загалом у Чорногорі зафіксовано 279 видів хребетних тварин, у тім числі 46 видів, занесених у Червону книгу України. Полонинський комплекс заселений незначною кількістю тварин, більшість з яких заходять сюди на деякий час з нижчих рівнів.
На ввігнутих формах давньольодовикового комплексу проживають уже десятки видів ссавців (бурозубка альпійська, нориця снігова), багато птахів (тетерук, снігур, пугач) та інші тварини, пристосовані до суворих кліматичних умов.
Крутосхилі хребти і долини середньогір'я характеризуються основною масою тварин лісової групи. Із ссавців поширені вовчок лісовий, вовчок ліщиновий, вивірка звичайна, куниця лісова, лисиця, вовк, олень благородний (Cervus elaphus montanus), сарна європейська, зрідка трапляються ведмідь бурий, рись, кіт лісовий тощо. Серед птахів переважають сойка, синиця велика, яструб малий, соколи, зокрема, сапсан, орел беркут, канюк звичайний, а також сова довгохвоста, зозуля звичайна.
На високі терасовані схили міжгірних долин та улоговин проникають ссавці, які характерні для передгір'я (нічниця велика, заєць сірий), трапляється значна кількість птахів (баранець звичайний, сова болотяна, чайка. Серед плазунів найпоширенішими є мідянка, вуж звичайний, ящірка живородна, ящірка прудка, веретільниця ламка, гадюка звичайна.
У тваринному світі терасованих днищ основних річкових долин переважають види, пов'язані з водними артеріями, населеними пунктами і сінокосами; в річках водиться форель струмкова (Salmo trutta morpha fario), слиж, пічкур, марена тощо, зрідка трапляється форель райдужна (пструг).

## Відомі географи-дослідники Чорногори
- Міллер Гаврило Петрович;
- Мельник Анатолій Васильович;
- Петлін Валерій Миколайович.

## Вершини понад 2000м

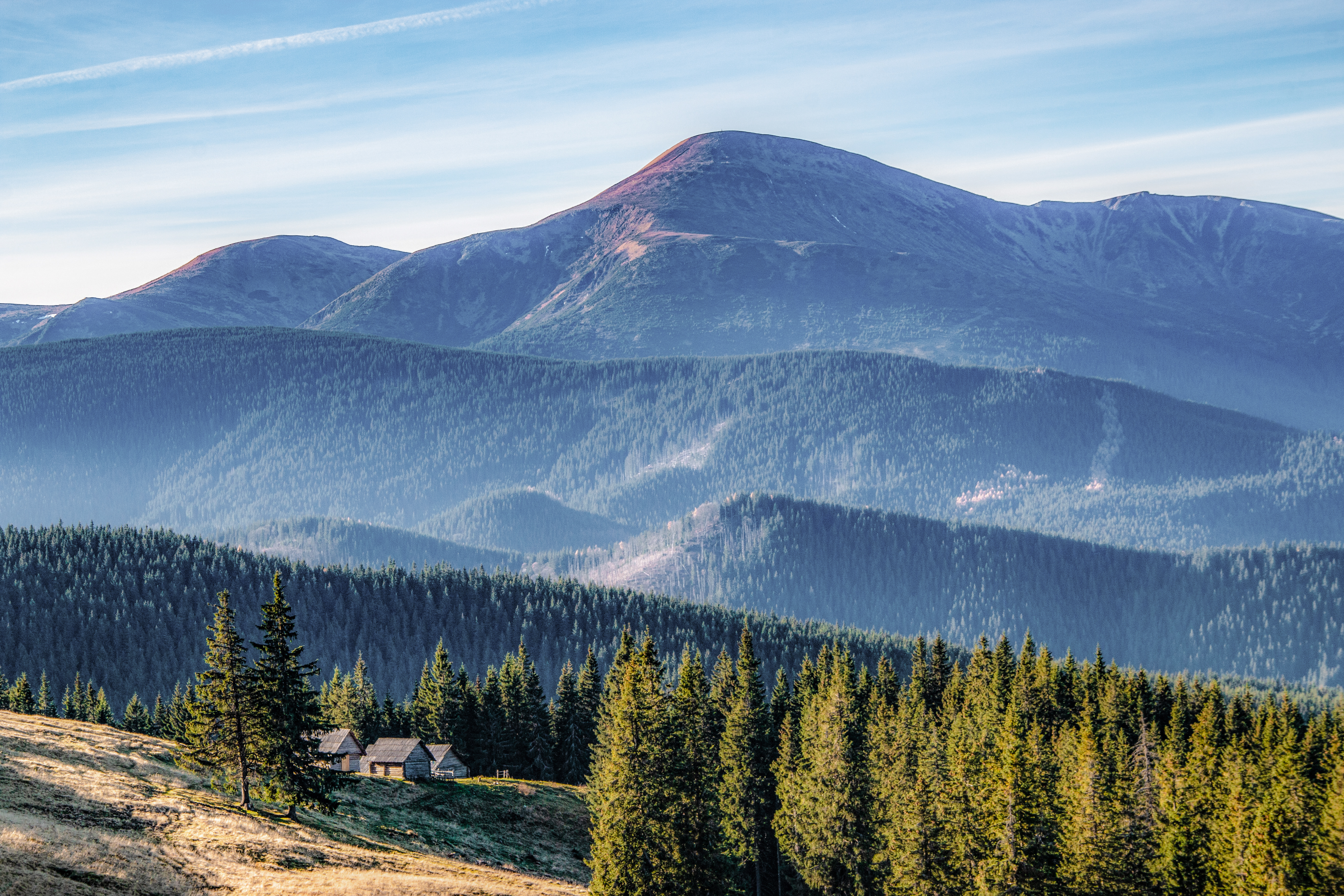
Говерла з полонини Озірної

З десяти найвищих вершин Українських Карпат дев'ять розташовані у гірському масиві Чорногора, а тільки одна, Піп Іван Мармароський (1936 м) — у масиві Мармарош).
- Говерла (2061 м)[6];
- Бребенескул (2035 м)[6];
- Піп Іван Чорногірський (2028 м)[6];
- Петрос (2020 м)[6];
- Гутин Томнатик (2016 м)[6];
- Ребра (2001 м)[6].

## Вершини до 2000м

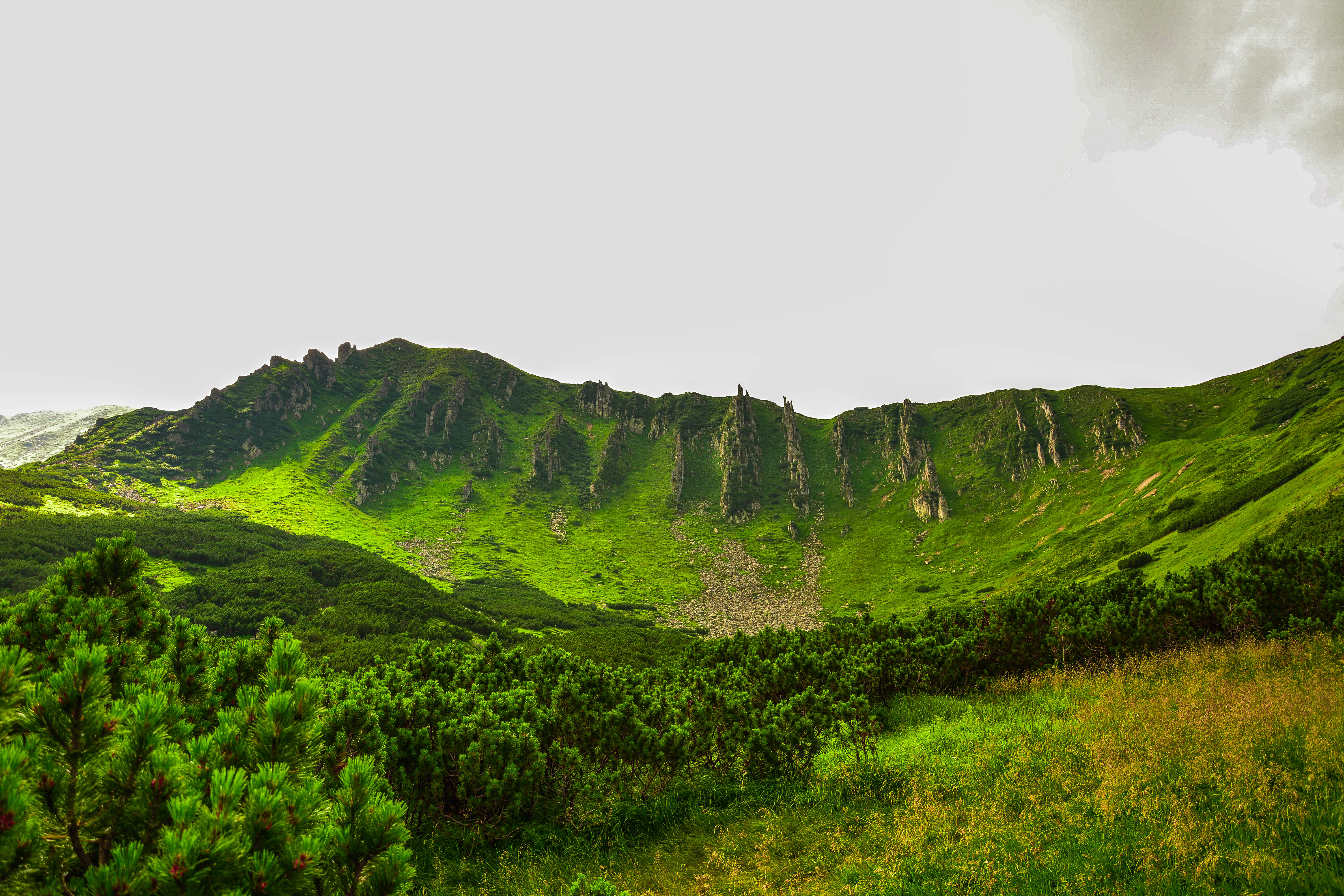
Гора Шпиці з урочища Ґаджина

- Менчул (1998 м)[6];
- Туркул (1933 м)[6];
- Брескул (1911 м)[6];
- Смотрич (1896 м);
- Шпиці (1863 м);
- Данциж (1850 м);
- Пожижевська (1822 м);
- Гомул (1786 м).

### Енциклопедії
- Географічна енциклопедія України : [у 3 т.] / редкол.: О. М. Маринич (відповід. ред.) та ін. — К., 1989—1993. — 33 000 екз. — ISBN 5-88500-015-8.
- Енциклопедія українознавства : Словникова частина : [в 11 т.] / Наукове товариство імені Шевченка ; гол. ред. проф., д-р Володимир Кубійович. — Париж — Нью-Йорк : Молоде життя, 1955—1995. — ISBN 5-7707-4049-3.
- Байцар Андрій. Типи верхньої межі лісу в Українських Карпатах та їх охорона // Вісник Львів. ун-ту серія географ. Вип. 40. Частина І. — Львів, 2012, с. 101—107.